# Ogndals kommun
Ogndals kommun (norska: Ogndal kommune) var en kommun i Nord-Trøndelag fylke i Norge. Kommunen omfattade den sydöstra delen av nuvarande Steinkjers kommun (området kring Ogndalen). Byn Skei utgjorde kommunens centralort. 

## Administrativ historik
Skei kommun upprättades den 1 januari 1885 genom utbrytning ur Sparbu kommun. Kommunen hade 1 441 invånare vid upprättandet.
Den 13 december 1900, genom kronprinsregentens resolution, bytte kommunen namn från Skei till Ogndal.
Mellan 1902 och 1948 genomfördes ett antal gränsregleringar där olika områden successivt fördes över från Ogndals kommun till den angränsande stadskommunen Steinkjer:
- 1 januari 1902: obebott område
- 1941: bebott område (57 invånare)
- 1948: bebott område (78 invånare)

Den 1 januari 1964 gick Ogndals kommun, tillsammans med kommunerna Beitstad, Egge, Kvam, Sparbu och Stod, upp i Steinkjers kommun. Kommunens hade då 2 678 invånare.